# Неверське графство
Неверське графство (фр. Comté de Nevers) — графство в центральній Франції з адміністративним центром в місті Невер. Його територія приблизно відповідала пізнішій провінції Ніверне та сучасному департаменту Ньєвр.
Як і більшість інших графств Бургундії, Неверське графство постало на рубежі IX та X століть. Графство часто асоціювалося з сусіднім Бургундським герцогством. Воно було включене до числа земель і титулів герцога Генріха I Бургундського. Починаючи з Рено I, графство було спільним володінням з Осерським графством.
В XIV столітті Неверське графство потрапило під владу Фландрського графства, і разом з ним у володіння герцога Бургундського Філіпа Сміливого. Молодший син Філіпа, Філіп II отримав Неверське графство, яке пізніше перейшло у володіння молодшої гілки герцогів Клевських.
У 1539 році статус графства був підвищений до рівня герцогства. У 1565 році Луї Гонзага став герцогом Ніверне через шлюб з Генрієттою Клевською. Його наступник Карл II продав герцогство кардиналу Мазаріні. Герцогство проіснувало до Французької революції, останнім герцогом був Луї Жюль Манчіні Мазаріні, який втратив свій титул під час революції, але пережив правління терору і помер природною смертю в 1798 році.
В XIV столітті Неверське графство потрапило під владу Фландрського графства, і разом з ним у володіння герцога Бургундського Філіпа Сміливого. Молодший син Філіпа, Філіп II отримав Неверське графство, яке пізніше перейшло у володіння молодшої гілки герцогів Клевських.
У 1539 році статус графства був підвищений до рівня герцогства. У 1565 році Луї Гонзага став герцогом Нівернським через шлюб з Генрієттою Клевською. Його наступник Карл II продав герцогство кардиналу Мазаріні. Герцогство проіснувало до Французької революції, останнім герцогом був Луї Жюль Манчіні Мазаріні, який втратив свій титул під час революції, але пережив правління терору і помер природною смертю в 1798 році.

## Історія

### IX—X століття

Бургундські паги в IX столітті

Як і для більшості інших бургундських графств, походження Неверського графства датується IX століттям. Спочатку територія графства належала Неверським єпископам, відомим з IV ст. При Каролінгах єпископи Невера мали функції графа і єпископа одночасно. У 853 році згадується Гуго, граф Невера та Буржа, який взяв участь у королівській асамблеї в Серве.
У 864 році маркіз Нейстрії Роберт Сильний отримав території, розташовані між Сеною і Луарою, що пізніше отримали назву «Франкське герцогство», до складу якої увійшли зокрема і Неверське та Осерське графства. У 866 році він загинув у битві з норманами. Його сини були надто молоді, щоб успадкувати батьківські володіння, тому їх успадкував пасинок Роберта, Гуго Абат.
У лютому 880 року король Східного Франкського королівства Людовик III Молодший вирішив скористатися смертю короля Західного Франкського королівства Людовика II Заїки та захопити королівство, але був відбитий армією, яку очолив Гуго Аббат. У березні Гуго врегулював питання про успадкування в королівстві між двома синами Людовика Заїки: Людовик III отримав Нейстрію, а Карломан II — Бургундію та Аквітанію. Після цього Гуго Аббат почав займати чільну роль в Західному Франкському королівстві, фактично керуючи ним до 884 року. Він регулярно боровся проти норманів. 885 року імператор Карл III відкупився від норманів, щоб вони не нападали на Париж. Але натомість вони спустошили Бургундію. Санс чинив опір, але Абатство Сен-Жермен в Осері було спалено.
Гуго помер у травні 886 року, після чого не знайшлося рівної йому за величиною фігури. Після смерті Гуго, його племінник Річард Заступник, граф Отенський, почав збільшувати свої володіння і заволодів Осерським графством та абатством Сен-Жермен в Осері. А після повалення у 887 році імператора Карла III, розпочалася боротьба за спадок імперії.
У Західному Франкському королівстві утворилося кілька партій, кожна обрала собі короля. Реймський архієпископ Фульк закликав герцога Сполетського Гвідо III, який прибув на початку 888 року в Лангр, де був коронований єпископом Гелоном. Але 29 лютого 888 року архієпископ Санса Готьє в Комп'єні коронував Одо Паризького, сина Роберта Сильного. Гвідо зрештою був змушений зі своїми прихильниками вирушити назад до Італії.
У цей час у Бургундії становище також було нестабільним. У Невері у цей час згадується граф Ратьє (Роже), який зближується то з Гуго Бурзьким, то з Вільгельмом I Побожним, герцогом Аквітанії та графом Макона.
Починаючи з 911 року бургундські графства Осер, Авалон, Отен, Бон, Брієн, Шалон, Діжон, Лангр, Невер, Санс і Труа визнають верховенство Річарда Заступника, і 918 року король Карл визнає за Річардом титул герцога Бургундії.
919 року графа Невера Ратьє змінює Сегюн, про якого невідомо практично нічого. У 926 році його змінює Жоффруа, якому довелося постійно боротися з герцогами Аквітанії, які намагалися приєднати графство до своїх володінь. Після цього звістки про графів Невера зникають до другої половини X століття, коли Невер опинився під керуванням Еда-Генріха, який став у 965 році герцогом Бургундським.
978 року Ед-Генріх передав Невер своєму пасинку, Отто-Гільому, що після смерті Еда-Генріха в 1002 році став наступним герцогом Бургундським. У 982 році, після смерті двох синів графа Макона Обрі II, Отто-Гільйом отримав у володіння і Маконське графство, а в 986 році Ед-Генріх зробив Отто-Гільома своїм намісником і графом Бургундії, внаслідок чого до 987 року той поширив свою владу на обидва береги Сони. У свою чергу в 989 році Отто-Гільйом передав Неверське графство своєму зятю Ландрі, що став родоначальником Неверського дому.
Починаючи з Рено I, графство було спільним володінням з Осерським графством.

### XI—XII століття. Об'єднане графство Невера і Осера

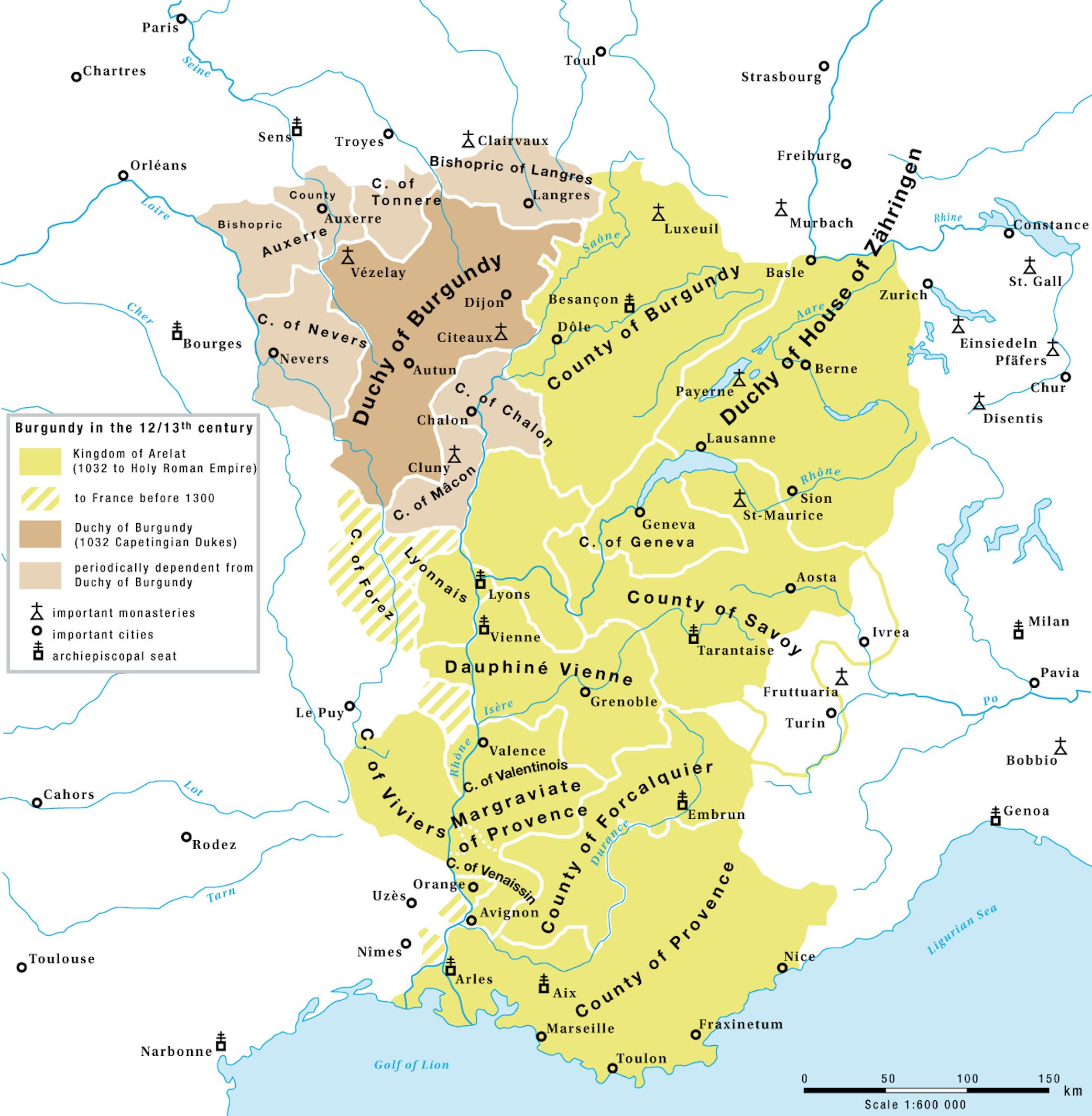
Неверське графство (світло коричневим) в XII—XIII століттях

Після смерті герцога Бургундії Еда-Генріха бургундська знать визнала своїм герцогом Отто-Гільйома. Його підтримали зять Ландрі Неверський та граф-єпископ Лангра Брюн. Отто-Гільйом отримав у підпорядкування Отен, Авалон, Діжон і Бон. Ландрі, скориставшись відсутністю Гуго де Шалона, графа Шалона та єпископа Осера, захопив Осер. Але права на герцогство надав і король Франції Роберт II, якого підтримали Гуго де Шалон і герцог Нормандії Річард II. Вони спробували захопити Осер, але невдало, після чого пішли до Парижа. 1005 року королівська армія знову з'явилася в Бургундії, і Ландрі капітулював. В обмін на визнання Роберта він виторгував собі титул графа Осера і домовився про шлюб свого сина Рено та сестри Роберта Адель.
Після смерті Ландрі в 1028 йому успадковував у Невері та Осері старший син, Рено I. При ньому почався затяжний конфлікт з герцогом Бургундії Робертом I з приводу кордону між герцогством і графством Осер, в результаті цієї боротьби він загинув у 1040 році. Його молодший брат Бодон (пом. 1032) отримав як посаг дружини графство Вандом.
Після смерті Рено йому успадковував син Гільйом I (бл. 1030—1083). Близько 1045 він одружився з графинею Тоннера Ірменгардою (бл. 1030 — до 1085), завдяки чому об'єднав три графства — Неверське, Осерське і Тоннерське. Це об'єднання зберігалося до 1262 року. Іноді Осер і Тоннер ненадовго виділялися окремим володінням, проте незабаром знову поверталися до графів Неверських. Гільйом I продовжив розпочату ще батьком боротьбу проти герцога Роберта I, яка закінчилася лише після смерті герцога в 1076 році. Світ був закріплений шлюбом нового герцога Гуго I на дочці Гільйома, Сібіл.
Після смерті Гільйома його володіння були розділені між синами. Старший, Рено II (пом. бл. 1097), отримав Невер і Осер, другий, Гільйом (пом. після 1092) — Тоннер. Після смерті Гільйома Тонер повернувся до Рено. Ще один син, Роберт (пом.1095), став єпископом Осера.
Після недовгого правління Рено II йому успадковував син Гільйом II (пом. 1148). Він у 1101 році з п'ятнадцятитисячною армією вирушив до Єрусалимського королівства, але незабаром повернувся. У 1106 був убитий в монастирській церкві абат Везле Арто, але вбивці залишилися безкарними. Граф Гільйом II боровся проти свого сусіда Теобальда Великого, графа Блуаського і Шартрського, але в результаті потрапив у полон, в якому пробув до 1119 року. У тому ж році Гільйом II спробував захопити землі абатства Везле, що викликало невдоволення єпископа Невера. Пізніше конфлікти із абатством у графа виникали постійно.
Гільйом II був особистим другом короля Франції Людовика VII. Коли той у 1147 році вирішив вирушити до Другого хрестового походу, він вирішив залишити регентом королівства Гільйома. Але Гільйом відмовився від цього, але виторгував собі прощення за дії проти абатства Везлі. Він помер у наступному році.
Йому успадкував старший син, Гільйом III (пом. 1161). Він брав участь у другому хрестовому поході. Після повернення з нього він відновив у 1150 конфлікт проти абатства Везле, розпочавши боротьбу проти абата Понса (пом. 1161). В результаті в 1152 абат Понс утік в Клюнійське абатство, абат якого зміг домогтися перемир'я між сторонами, а в 1154 втрутився король Людовик VII], який зміг на деякий час залагодити конфлікт.
Після смерті Гільйома III його володіння виявилися розділені між двома синами. Старший Гільйом IV отримав Невер і Осер, а другий Гі — Тоннер. Гільйом в 1165 знову почав боротьбу проти абатства Везле, яке в 1161 очолив Гільйом де Мелло (пом. 1171). Він захопив абатство і вимагав вибрати нового абата, проте знову втрутився король Людовик VII, який у 1166 році прибув до абатства і відновив Гільйома де Мелло в його правах. Граф Гільйом IV для викуплення був змушений вирушити до Святої землі, де й помер 1168 року в Акрі.
Після смерті бездітного Гільйома IV Невер і Осер дісталися його братові Гі, який знову об'єднав усі три графства. Він одружився з Мод, онукою герцога Бургундії Гуго II. Він продовжив політику своїх попередників по відношенню до абатства Везле, що в результаті призвело до того, що його відлучили від церкви. Крім того він вступив у конфлікт з герцогом Гуго III, внаслідок чого Гі у 1174 році потрапив у полон і був ув'язнений у Бон, де пробув до 1175 року.
Спадкоємець Гі єдиний син, Гільйом V був ще дитиною, в результаті чого графства опинилися під управлінням Мод Бургундської, вдови Гі. Гільйом V помер у 1181 році, так і не досягнувши повноліття. Претензії на графства висунув молодший брат Гі, Рено, проте графинею була визнана Агнес, старша дочка Гі. В 1184 король Франції видав її заміж за свого двоюрідного брата, П'єра II де Куртене. Агнес померла в 1193 році, спадкоємицею стала їхня єдина дочка, що вижила, Матильда де Куртене. Однак графства залишилися під керуванням П'єра, який одружився вдруге на Іоланді де Ено.
В 1199 на П'єра напав Ерве IV де Донзі, в результаті чого П'єр опинився в полоні. Для того, щоб здобути свободу, П'єр був змушений прийняти умови Ерве, який отримав руку Матильди, спадкоємиці графств, а також графство Невер. Король Франції Філіп II Август ратифікував цей договір у жовтні 1199 року, після чого Невер опинився під керуванням Ерве. Осер і Тоннер залишався під керівництвом П'єра де Куртен до 1217 року.
Під час свого правління Ерве, як і багато його попередників, конфліктував з абатством Везлі. Ця вічна сварка була завершена в 1213 році за посередництвом папи Інокентія III, який за відмову Ерве від втручання у внутрішні справи абатства дав папський дозвіл на шлюб Ерве і Матильди, які мали на той момент дітей. У 1217 році Ерве видав свою дочку Агнес за Філіпа, сина майбутнього короля Людовика VIII, проте той помер наступного року.
У 1217 тесть Ерве, П'єр де Куртене, був обраний імператором Латинської імперії. Проте невдовзі після цього він потрапив у полон і помер 1219 року. Ерве, який у 1218—1219 роках брав участь у П'ятому хрестовому поході, пред'явив права на Осер та Тоннер. Тоннер йому вдалося зайняти без проблем, а на Осер висунули претензії Філіп II, маркграф Намюра, син П'єра II від другого шлюбу, і Роберт де Куртене, брат П'єра II. Але за підтримки папи Гонорія II Осера було передано Ерве. Він помер 1222 року.
Дочка Ерве і Матильди, Агнес де Донзі, в 1221 вийшла вдруге заміж, за Гі I (IV) де Шатільона, графа де Сен-Поль. Агнес померла у 1225 році, її чоловік загинув у 1226 році. У них залишилися син, Гоше (пом. 1250), не залишив спадкоємців, і дочка, Іоланда (до 1221—1254), що стала після смерті брата спадкоємицею графств, що перебували під керуванням Матильди де Куртене та її другого чоловіка Гіга IV (бл. 1199—1241), графа де Форе. Гі в 1230 знову відновив війну проти абатства Везле, яка тривала три роки, поки абат Гішар не зміг укласти мир, виплативши грошову компенсацію. Гі в 1235 році вирушив у хрестовий похід і помер після повернення з нього в 1241 році.
Іоланда де Шатільон була в 1234 була видана заміж за Аршамбо IX Молодого (пом. 1249), сеньйора де Бурбон. Їхні дочки були в 1248 видані заміж за двох синів герцога Бургундії Гуго IV. У результаті старша дочка, Матильда (Маго) (1234—1262), після смерті Матильди де Куртене в 1256, успадкувала Невер, Тоннер і Осер.

### Неверське графство із другої половини XIII століття

Неверське графство в 1477 році (помаранчевим)

Графиня Матильда II померла 1262 року. У неї не було синів, лише три дочки. Спочатку графства перебували під опікою її чоловіка, Еда Бургундського, який помер в 1266 році, після чого старша з дочок, Іоланда, отримала всі три графства. Однак із цим не погодилися її молодші сестри, які оскаржили права Іоланди і звернулися із скаргою до Паризького парламенту. У результаті День всіх святих в 1273 року було зроблено поділ графств. За Іоландою було закріплено Неверське графство, Маргарита (1251—1308) отримала Тоннерське графство, а Аліса — Осерське графство, яке перейшло її чоловікові, Жану I де Шалон, сеньйору де Рошфор.
Іоланда другим шлюбом в 1280 вийшла заміж за спадкоємця графа Фландрії Роберта Бетюнського. Після смерті Іоланди Невер перейшов до її старшого сина від шлюбу з Робертом, Людовика I де Дамп'єра, який отримав ще за допомогою шлюбу Ретельське графство. А син Людовика, Людовик II, який успадкував після смерті діда (Роберта Бетюнського) в 1322 Фландрію, об'єднав з ним Невер і Ретель.
У складі володінь Фландрії Неверське графство в 1384 році через шлюб графині Маргарити з герцогом Бургундії Філіпом II Сміливим, виявився на деякий час включений до складу герцогства Бургундія. В 1385 Невер був виділений старшому синові і спадкоємцю Філіпа і Маргарити, Жану Безстрашному, який, ставши після смерті батька в 1304 герцогом Бургундії, передав Невер своєму братові Филипу II, який отримав в 1406 ще і Ретель. Нащадки Филипа керували Невером і Ретелем до смерті в 1491 графа Жана II, після чого графства виявилися розділені. Ретельське графство отримала дочка Жана, Шарлотта та її чоловік Жан III д'Альбре (пом. 1524), сеньйор д'Орваль, а Неверське графство — Єлизавета (1439—1483), видана заміж за Йоганна Клевського (1419—1481), представника Клевського (Марк) вдома.
Онук Йоганна та Єлизавети, Карл II, одружився в 1504 році на своїй кузині Марії д'Альбре, дочки Шарлотти Ретельської, в результаті чого знову об'єднав Невер і Ретель.

## Нівернське герцогство

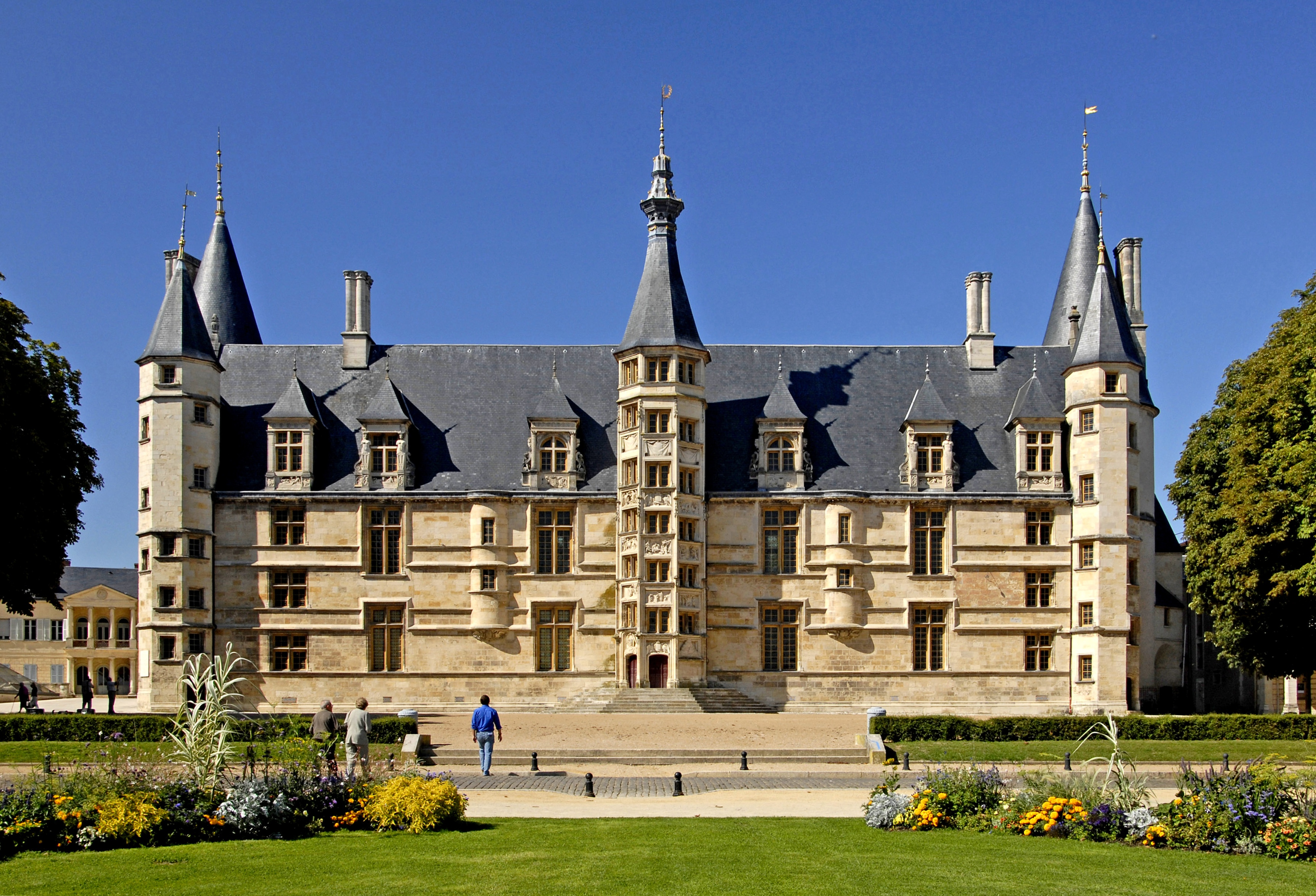
Палац графів, і згодом герцогів Неверських у XV—XVI століттях.

За сина Карла і Марії, Франсуа I (1516—1562), у 1539 році Неверське графство було підвищено до статусу герцогства з назвою Нівернське герцогство (фр. Duché de Nivernais).
У 1565 році завдяки шлюбу з Генрієттою Клевською, донькою Франциска I, Нівернське і Ретельське герцогства отримав мантуанський принц Людовико IV Гонзага. У 1581 році король Франції надав Ретелю статусу герцогства.
Їхній син Карл III в результаті Війни за мантуанську спадщину в 1627 році змінив двоюрідного брата Вінченцо II як суверенного герцога Мантуї і Монферрата.
У складі володінь Гонзага Ретель і Невер залишалися до 1659 року, коли Карл V, онук Карла III, продав їх кардиналу Джуліо Мазаріні, першому міністру короля Франції. Після його смерті в 1661 Невер і Ретель були остаточно розділені.
Неверське герцогство отримав Філіп-Жюльєн Манчіні (1641—1707), племінник кардинала. Останнім правителем герцогства був Луї-Джуліо Манчіні. Після Французької революції 1789 Неверське герцогство було конфісковано і приєднано до Франції.